# Ectropis atelomeres
Ectropis atelomeres är en fjärilsart som beskrevs av Louis Beethoven Prout 1922. Ectropis atelomeres ingår i släktet Ectropis och familjen mätare. Inga underarter finns listade i Catalogue of Life.